# ITU-R

ITU-R(ITU Radiocommunication Sector)는 국제 전기 통신 연합(ITU)을 구성하는 3가지 중에 하나로서, 라디오주파수대역의 통신규약이다.

## 같이 보기
- ITU-T
- 분류:ITU-R 권고
- Rec. 601
- Rec. 709
- 텔레비전 방송 시스템